# Bisley, Surrey

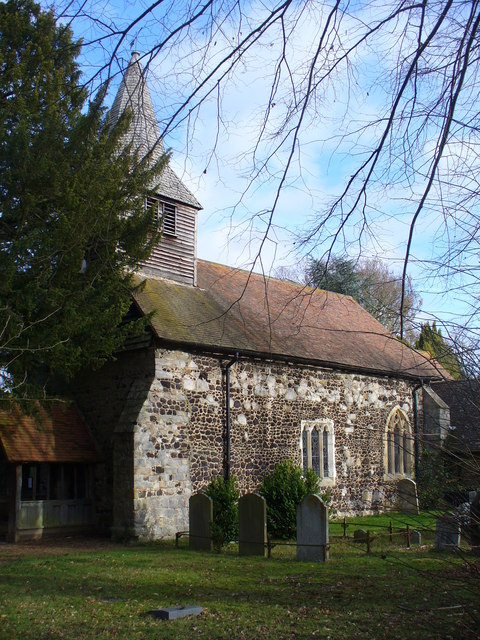
Igreja Paroquial de novo Bisley, fica bem a oeste da igreja antiga. A igreja foi fundada no século XIII e recebeu reforma do XIX

Bisley /ˈbɪzliː/ é uma vila e freguesia no distrito de Surrey Heath, em Surrey, Inglaterra, aproximadamente 40 km a sudoeste do centro de Londres. Está a meio caminho entre Woking (a leste) e Camberley (a oeste). A vila tinha uma população de 3.965 habitantes no censo de 2011.

## Origens
O nome Bisley foi registrado pela primeira vez no século X como Busseleghe. Sua escritura era dos primeiros registros escritos sob o senhorio feudal de Chertsey Abbey como parte de Godley Hundred. É derivado das antigas palavras em inglês 'Bysc', que significa arbustos, e 'Leah', uma clareira. Portanto, significa clareira onde os arbustos crescem. As versões registradas no século XIII foram Busheley e Bussley, e estava próxima das cortes dos palácios de Westminster e Lambeth.